# Droits LGBT au Yémen
L'homosexualité est illégale au Yémen, en accord avec le système légal de la charia en vigueur dans ce pays.
Les peines vont de la flagellation à la mort. Le Yémen est l'un des sept pays qui applique la peine de mort pour des relations sexuelles consenties entre adultes de même sexe.
En termes de droits humains, les forces de sécurité ont été responsables de torture, de traitements inhumains et même d'exécutions extrajudiciaires. D'après l'ambassade du Yémen, depuis quelques années les choses se sont améliorées, depuis que le gouvernement a signé plusieurs traités internationaux sur des droits humains, et a même nommé une femme, Wahiba Fara’a, comme secrétaire d'État aux droits de l'homme. D'autres sources maintiennent que beaucoup de problèmes persistent, comme les abus contre les droits des femmes, la liberté de la presse, la torture et les brutalités policières. Comme les libertés d'expression et de religion sont restreintes, les sites internet gays et lesbiens sont bloqués par le gouvernement.
En 2007, il n'y avait toujours pas d'espace public ou semi-public pour les homosexuels comme dans d'autres pays. La position officielle est qu'il n'y a pas d'homosexuels au Yémen, bien que la loi yémenite qui condamne à des peines sévères pour les relations homosexuelles reconnaisse son existence.
En 2024, 13 personnes sont condamnées à mort par un tribunal d'Ibb pour attentat à la pudeur et homosexualité.